# Sextemplet
Sextemplet är en svensk dokumentärfilm från 2015 i regi av Johan Palmgren.
Sextemplet hade premiär den 7 mars 2015 på Tempo dokumentärfestival i Stockholm. Den hade biopremiär 9 april 2015 på biografen Cnema i Norrköping.

## Handling
Sextemplet handlar om 50-årige Christian, en poolanläggare från Norrköping. Han driver swingersklubben Adam och Eva som brunnit ned till grunden. Robin Karlsson äger den anrika teatern Arbis och behöver hyresgäster på grund av en katastrofal ekonomisk situation. Snart har Christian och Robin inlett ett samarbete medan grannarna rasar över det nya sextempel som vuxit fram.

## Produktion
Filmen producerades av Palmgren och Lisa Wahlbom för Sveriges Television AB. Den spelades in efter ett manus av Palmgren, Hanna Storby och Patrick Austen. Palmgren var fotograf och Storby och Austen klippare.

## Musik
Originalmusiken komponerades av David Ricci och Damn!. I övrigt används följande låtar:
- "On a Train", musik Petter Lindhagen
- "Your Song", musik: Elton John, text: Bernie Taupin
- "Sextemplet", musik: David Ricci
- "Stellas Waltz", musik: Petter Lindhagen
- "Hässäkkä", musik: Hannu Kella
- "Get Dirty in the Club", musik: Jens Lindgren, Erik Hjärpe
- "Lady Marmalade", text och musik: Bob Crewe, Kenny Nolan
- "Fantasistycke", musik: Carl Nielsen
- "Never Gonna Say I'm Sorry, text och musik: Jonas Berggren, framförd av Ace of Base

## Mottagande
Sextemplet har medelbetyget 3,1/5 på Kritiker.se, baserat på sex recensioner. Till de mer positiva hörde Aftonbladet (4/5), Sveriges Radio P4 (4/5) och  Sydsvenskan (3/5). Till de mer negativa hörde Filmeye (2/5), Nöjesguiden och Svenska Dagbladet (2/6).